# Жировицька Богоявленська церква (Білорусь)
Жировицька Богоявленська церква — православний храм у селі Жировичі Слонімського району (Білорусь).

## Історія
Богоявленська церква збудована в 1672 на місці другого явлення чудотворної ікони Божої Матері «Жировицька», в центрі монастиря. У 1796 церкву повністю перебудували в стилі бароко, розібрали фасад, добудували притвор і хори.
У 1881 під вівтарем храму похований архієпископ Мінський і Бобруйський Михаїл Голубович.

## Архітектура

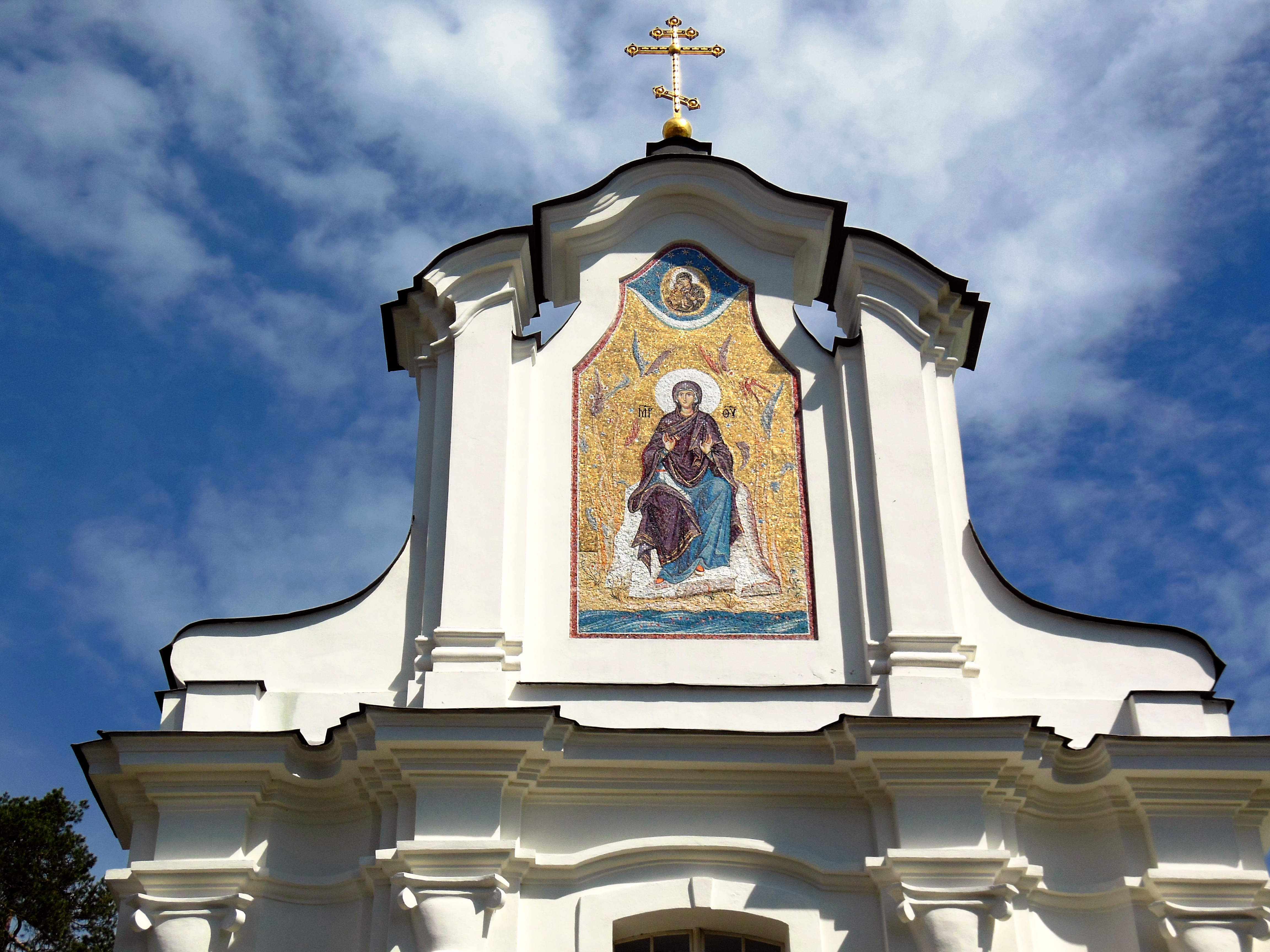
Фігурний фронтон церкви

Відноситься до типу безбаштових однозальних храмів. Головний двоярусний фасад виходить за межі основного об'єму. Враження вертикальної орієнтації створюють напівколони, низкою лопаток, пунктирним фігурним фронтоном з бічними валютами. Бічні фасади площинні, розчленовані арочними вікнами в простих ліпнинах. Усередині зали храму виступають хори, обмежені увігнуто-опуклим парапетом. Під церквою знаходиться склепінчастий склеп.